# جوليان سميث (لاعب كرة قدم)
جوليان سميث (بالإنجليزية: Julian Smith)‏ هو لاعب كرة قدم باهاماسي، ولد في 25 أغسطس 1967. شارك مع منتخب الباهاما لكرة القدم. أما مع النوادي، فقد لعب مع نادي ديناموز.

## وصلات خارجية
- جوليان سميث على موقع قاعدة بيانات كرة القدم.إي يو (الإنجليزية)
- جوليان سميث على موقع ناشيونال فوتبول تيمز (الإنجليزية)